# Ochicanthon
Ochicanthon là một chi bọ cánh cứng thuộc họ Scarabaeidae.